# San José de Baviácora
San José de Baviácora, o sólo San José, es un pueblo del municipio de Baviácora ubicado en el centro del estado mexicano de Sonora, cercano a la zona baja de la Sierra Madre Occidental y del paso del río Sonora por esa región. El pueblo es la tercera localidad más habitada del municipio Según los datos del Censo de Población y Vivienda realizado en 2020 por el Instituto Nacional de Estadística y Geografía (INEGI), San José de Baviácora tiene un total de 278 habitantes. Se encuentra asentado sobre la carretera federal 14, por la que circula la turística ruta del Río Sonora.

## Geografía
Véase también: Geografía del municipio de Baviácora
San José se sitúa en las coordenadas geográficas 29°32'17" de latitud norte y 110°07'07" de longitud oeste del meridiano de Greenwich, a una elevación de 473 metros sobre el nivel del mar.